# Tungufoss
Tungufoss is een waterval in het zuidwesten van IJsland, niet ver van haar hoofdstad Reykjavík. De waterval ligt in de Kaldakvísl, een van de drie riviertjes die door Mosfellsbær lopen. De ringweg van IJsland kruist dit riviertje ter hoogte van Mosfellsbær en het watervalletje ligt daar stroomafwaarts van. Bij deze waterval zijn nog de restanten van een kleine oude waterkrachtcentrale te zien die van 1930 tot 1958 gewerkt heeft. Aan de andere kant van de ringweg is een ander klein watervalletje te zien, en een paar kilometer stroomopwaarts ligt de Helgufoss.